# マクニカホールディングス

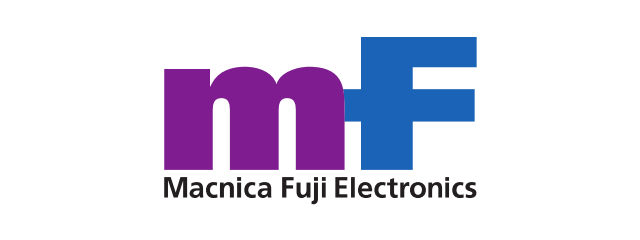
マクニカ・富士エレホールディングス時代のロゴ

マクニカホールディングス株式会社は、神奈川県横浜市港北区新横浜に本社を置く日本の持株会社。読売株価指数およびJPX日経インデックス400、JPXプライム150指数の構成銘柄である。

## 概要
2015年（平成27年）4月1日、半導体商社のマクニカと富士エレクトロニクスの共同株式移転により設立された。
2021年世界半導体商社シェア第7位（Gartner 2021年売上高ベース
2023年（令和5年）3月期の売上高は1兆292億円で半導体商社として国内最大手である。

## 沿革
- 2015年4月 - 会社設立。同時に東京証券取引所市場第一部に株式を上場[1]。
- 2020年10月 - 株式会社マクニカが富士エレクトロニクス株式会社を吸収合併[9]。
- 2021年10月 - 株式会社マクニカが完全子会社のマクニカネットワークス株式会社を吸収合併[10]。
- 2022年8月 - 商号をマクニカ・富士エレホールディングス株式会社からマクニカホールディングス株式会社へ変更[11]。
- 2024年3月 - 株式会社グローセルを連結子会社化[12]。